# Piotr Baron

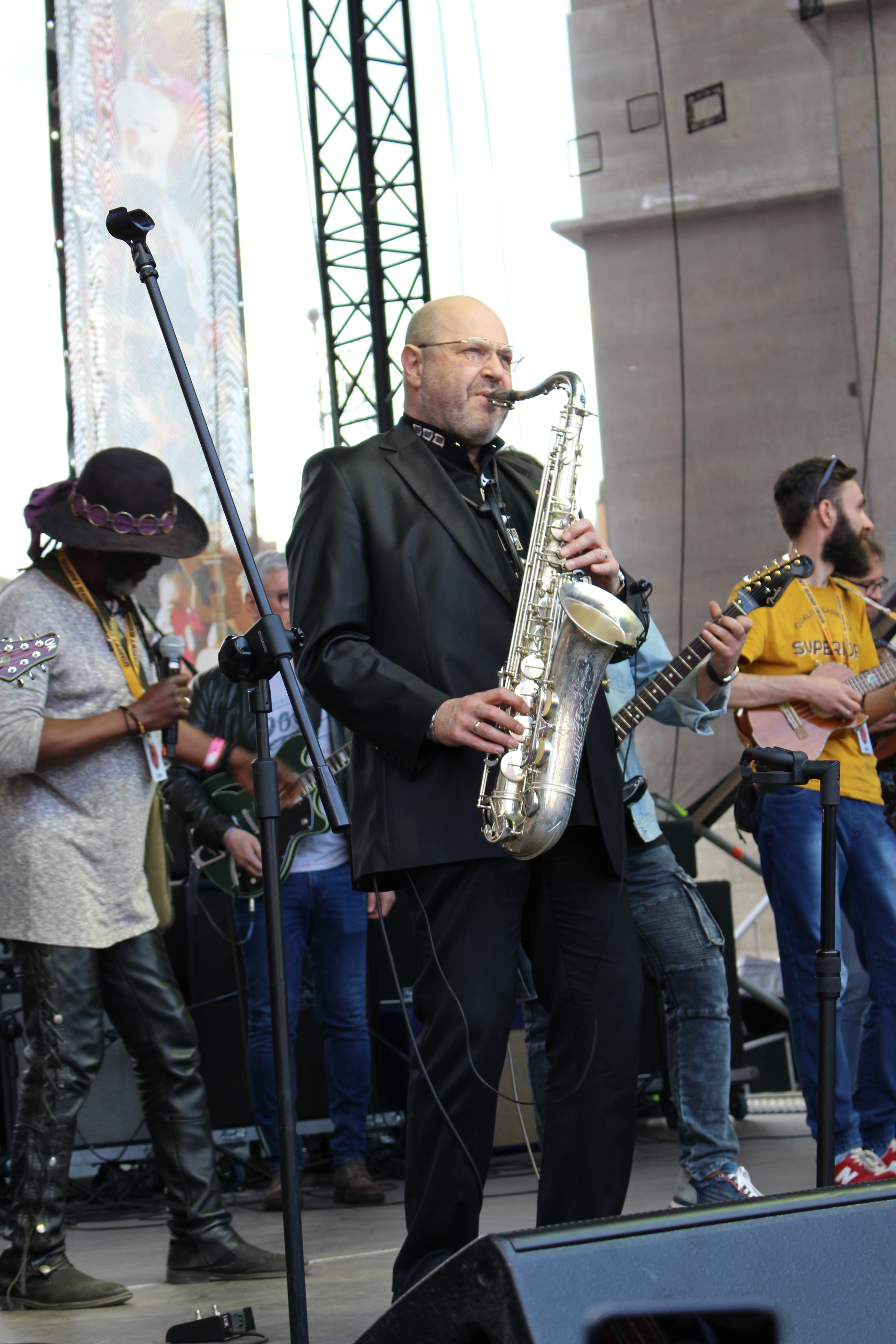
Piotr Baron, 2022

Piotr Milwiw-Baron (* 5. Januar 1961 in Wrocław) ist ein polnischer Jazzmusiker (Tenor- und Sopransaxophon, auch Alt- und Baritonsaxophon, Komposition). Seit vielen Jahren steht er als Instrumentalist an der Spitze der Jazz-Top-Umfrage der Zeitschrift Jazz Forum.

## Leben und Wirken
Baron debütierte mit 16 Jahren 1977 und wurde 1978 als Solist beim Festival Jazz nad Odrą mit dem ersten Preis ausgezeichnet. 1980 erhielt er auf dem gleichen Festival den zweiten Preis. 1984 gewann er den Grand-Prix als Solist beim Festival Jazz Aldia im spanischen San Sebastián. Er studierte an der Karol-Lipiński-Musikakademie in Wrocław.
Baron repräsentierte 1998 Polen bei der EBU Big Band in Stockholm. Gemeinsam mit Cezary Konrad, Darek Oleszkiewicz, Kuba Stankiewicz und Piotr Wojtasik war er in den frühen 1990er Jahren einer der Mitbegründer des Traveling Birds Quintet, mit dem zwei Alben erschienen. Außerdem arbeitete er mit Jarosław Śmietana, Jan Ptaszyn Wróblewski und in führenden polnischen Jazzgruppen wie der Piotr Wojtasik Group, dem Jaromir Honzak Quartet East oder dem Wierba Schmidt Quintet. Er hat an der Aufnahme von rund 100 Alben mitgewirkt, etwa mit Art Farmer, Eddie Henderson, Victor Lewis und John Hicks.
Baron ist der Schöpfer von zehn Alben unter eigenem Namen, zunächst Take One (1995), Tango (1996), Blue Rain (1997), Bogurodzica (2000), Reference (2004) – ein in New York aufgenommenes Album – und Salve Regina (2007), ein in Pasadena aufgenommenes Album in hochkarätiger internationaler Besetzung mit Wadada Leo Smith (Trompete), Darek Oleszkiewicz (Kontrabass) und Marvin Smitty Smith (Schlagzeug). Auch sein nächstes Album Sanctus, Sanctus, Sanctus (2008), aufgenommen im November 2007 mit Michał Tokaj, Michał Barański, Łukasz Żyta und als besondere Gäste Natalia Niemen, Mieczysław Szcześniak, Piotr Wojtasik und Tomas Celis Sanchez, beschäftigte sich mit Kirchenmusik. Sein Album Kaddish (2011) ist ästhetisch dem Spiritual Jazz zuzurechnen. Zuletzt folgten die Alben Wodecki Jazz (2019) und Moniuszko Jazz (2021).
Weiterhin nahm Baron an einer Reihe von Projekten im Grenzbereich zwischen Jazz und klassischer Musik teil, darunter Cezary Duchnowskis Monada-Serie, der symphonischen Dichtung Scenes from Macondo von Jacek Niedziela-Meira oder Krzysztof Herdzins Suite Looking for Balance. Er komponierte Musik fürs Theater. Zwischen 1994 und 2011 moderierte er seine eigene Sendung im öffentlichen Radio Wrocław, und seit 2012 bis heute auf radioJAZZ.fm. Als Rezensent und Publizist war er für das Jazz Forum tätig; auch verfasste er mehrere wissenschaftliche Veröffentlichungen.
Baron arbeitete als Lehrer und Dozent für Saxophon, Jazz-Harmonie und Improvisation am Jazz-Institut der Staatlichen Höheren Berufsschule in Nysa, an der Wrocław School of Jazz and Popular Music und an der Jazz-Abteilung der Universität Zielona Góra. Von Dezember 2015 bis August 2018 arbeitete er im Ministerium für Kultur und nationales Erbe als Berater des Unterstaatssekretärs und stellvertretender Abteilungsleiter. Im September 2018 wurde er zum Leiter des polnischen Sinfonia Iuventus Orchestra ernannt.

## Preise und Auszeichnungen
Seit einem Vierteljahrhundert ist Baron als Saxophonist an der Spitze der Jazz-Top-Umfrage des Magazins Jazz Forum; er gewann 2015 in der Kategorie Baritonsaxophon. Er war als Musiker des Jahres in den Jahren 2000, 2004 und 2009 nominiert für den Fryderyk; seine Alben Bogurodzica und Sanctus, Sanctus, Sanctus waren nominiert als Album des Jahres. Anlässlich des 30-jährigen Jubiläums seines künstlerischen Schaffens wurde Baron mit der Gloria-Artis-Medaille für kulturelle Verdienste in Bronze und der Ehrennadel des Polnischen Jazzverbandes ausgezeichnet. 2018 erhielt er die silberne Gloria-Artis-Medaille.